# 오토만 (가구)

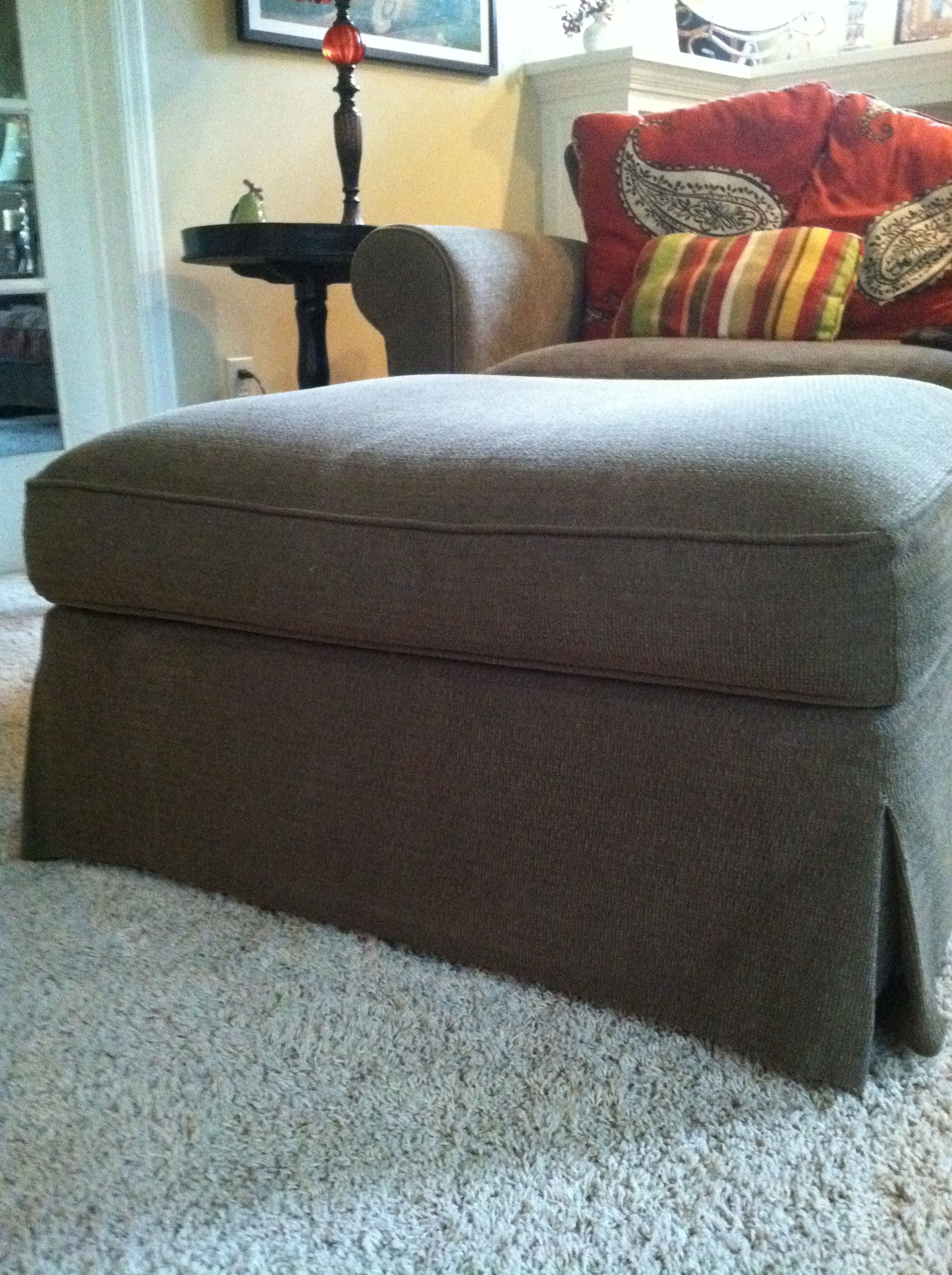

오토만(ottoman)은 가구이다. 일반적으로 오토만에는 등받이도 팔도 없다. 덮개를 씌운 낮은 소파일 수도 있고 테이블, 의자 또는 발판으로 사용되는 작은 쿠션이 있는 좌석일 수도 있다. 시트에는 경첩이 있고 내부 빈 공간을 위한 뚜껑이 형성되어 린넨, 잡지 또는 기타 품목을 보관하는 데 사용할 수 있어 보관 가구 형태로 사용할 수 있다. 작은 버전은 일반적으로 거실 장식의 일부로 안락의자나 소파 근처에 배치하거나 벽난로 옆 좌석으로 사용할 수 있다.
오토만 발판은 종종 안락의자, 소파 또는 글라이더와 조화를 이루는 가구로 판매된다.